# Bertha Pappenheim
Bertha Pappenheim (27 de febrer de 1859 - 28 de maig de 1936), coneguda també amb el pseudònim Anna O. fou una feminista austríaca jueva, coneguda defensora dels drets de la dona i el xiquet. Va fundar el moviment feminista jueu el 1904 i el va dirigir durant vint anys, fins a la seva mort, el 1936. Va introduir les dones jueves alemanyes en les qüestions plantejades pel feminisme i les animà a exigir drets polítics, econòmics i socials, així com les responsabilitats corresponents.
Als 21 anys fou la primera pacient tractada amb l'anomenat mètode catàrtic precursor de la psicoanàlisi creat pel metge psiquiatre Josef Breuer, i després per Sigmund Freud, que es va basar precisament en el seu cas per desenvolupar la seua teoria de la psicoanàlisi. Relata aquest cas clínic al llibre Studies on Hysteria o Estudis sobre la histèria, escrit en col·laboració per Breuer i Freud.

## Relació amb la psicoanàlisi

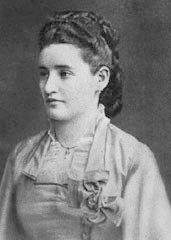
Anna O.

Bertha Pappenheim (Anna O.) fou històricament la pacient gràcies a la qual Sigmund Freud, pare de la psicoanàlisi, va descobrir el que s'anomenaria curació per la paraula. Ens situem entre 1880 i 1882, Freud acabava de tornar dels seus estudis sobre la hipnosi amb el metge francès i director de la Salpêtrière, Jean Martin Charcot. Va començar a treballar com a ajudant de Josef Breuer, amb el qual va tenir una bona amistat al principi, tot i que va acabar distanciant-se'n per culpa de la seua controvertida teoria sobre la sexualitat infantil.
El cas d'Anna O. el van compartir tots dos metges i van utilitzar al principi la hipnosi com a mètode terapèutic. Amb la hipnosi Bertha semblava recuperar-se, però patia recaigudes que li afectaven la mobilitat de les cames. Llavors, sobtadament, hauria tingut una crisi catàrtica sense necessitat de cap hipnosi i Freud va començar a albirar la tècnica de la psicoanàlisi que amb el temps va desenvolupar: associació d'idees, atenció flotant, etc.
Finalment Bertha fou internada en un centre psiquiàtric i un cop recuperada es consagrà com una fervent feminista a la lluita pels drets socials. Va dirigir un orfenat a Frankfurt del Main i va fundar la lliga de dones jueves.

## Hans Eysenk
No obstant això, existeixen altres opinions sobre el cas. Hans Eysenk –que ha estat un psicòleg influent a final del segle xx per les seues teories sobre la personalitat i contrari a la psicoanàlisi, que considera una pseudociència– afirma al seu llibre Decadència i caiguda de l'imperi freudià que Bertha no patia histèria sinó una malaltia física dita Meningitis tuberculosa, molt estesa a Europa. Segons Eysenk s'havia contagiat probablement del seu pare, que havia mort a causa d'eixa malaltia. Igualment el concepte d'histeria, que sempre ha sigut força nebulós «un globus ple d'aire en lloc de substància», es va abandonar com suposada malaltia mental.